# Idrissa Sarr
Idrissa Sarr (Rosso, 1950. január 15. –) mauritániai nemzetközi labdarúgó-játékvezető.

## Pályafutása

### Nemzeti játékvezetés
A játékvezetésből 1978-ban vizsgázott. Ellenőreinek, sportvezetőinek javaslatára lett az I. Liga játékvezetője. Az aktív nemzeti játékvezetéstől 1994-ben vonult vissza.

### Nemzetközi játékvezetés
A Mauritániai labdarúgó-szövetség Játékvezető Bizottsága (JB) terjesztette fel nemzetközi játékvezetőnek, a Nemzetközi Labdarúgó-szövetség (FIFA) 1982-től tartotta nyilván bírói keretében. Több nemzetek közötti válogatott és klubmérkőzést vezetett, vagy működő társának partbíróként segített. Az aktív nemzetközi játékvezetéstől 1994. december 31-én búcsúzott.

#### Világbajnokság
Szaúd-Arábia a 7., az 1989-es ifjúsági labdarúgó-világbajnokságot, Portugália a 8., az 1991-es ifjúsági labdarúgó-világbajnokságot rendezte, ahol a FIFA JB bíróként alkalmazta.

##### 1989-es ifjúsági labdarúgó-világbajnokság
| Időpont           | Helyszín                  | Mérkőzés típusa        | Mérkőzés                                                 | Eredmény | Nézők száma |
| ----------------- | ------------------------- | ---------------------- | -------------------------------------------------------- | -------- | ----------- |
| 1989. február 20. | Központi Stadion, Dzsidda | selejtező (C. csoport) | Német Demokratikus Köztársaság–Amerikai Egyesült Államok | 0 – 2    | 10 000      |

##### 1991-es ifjúsági labdarúgó-világbajnokság
| Időpont          | Helyszín                  | Mérkőzés típusa        | Mérkőzés                       | Eredmény | Nézők száma |
| ---------------- | ------------------------- | ---------------------- | ------------------------------ | -------- | ----------- |
| 1991. június 20. | Városi Stadion, Guimarães | selejtező (C. csoport) | Trinidad és Tobago–Szovjetunió | 0 – 4    | 8800        |
| 1991. június 29. | Antas Stadion, Porto      | bronzmérkőzés          | Ausztrália–Szovjetunió         | 1 – 1    | 6000        |

A világbajnoki döntőhöz vezető úton Olaszországba a XIV., az 1990-es labdarúgó-világbajnokságra és Amerikai Egyesült Államokba a XV., az 1994-es labdarúgó-világbajnokságra a FIFA JB bíróként alkalmazta. A CAF zónában vezetett selejtező mérkőzéseket.

##### 1990-es labdarúgó-világbajnokság
| Időpont             | Helyszín                    | Mérkőzés típusa                         | Mérkőzés        | Eredmény | Nézők száma |
| ------------------- | --------------------------- | --------------------------------------- | --------------- | -------- | ----------- |
| 1989. január 22.    | El Menzah Stadion, Tunisz   | előselejtező (második kör-, D. csoport) | Tunézia–Marokkó | 2 – 1    | 45 000      |
| 1989. augusztus 13. | Omnisports Stadion, Yaoundé | előselejtező (második kör-, C. csoport) | Kamerun–Gabon   | 2 – 1    | 45 000      |

##### 1994-es labdarúgó-világbajnokság
| Időpont          | Helyszín                | Mérkőzés típusa                      | Mérkőzés        | Eredmény | Nézők száma |
| ---------------- | ----------------------- | ------------------------------------ | --------------- | -------- | ----------- |
| 1992. október 9. | Városi Stadion, Tlemcen | előselejtező (első kör-, C. csoport) | Algéria–Burundi | 3 – 1    |             |
| 1993. január 31. | Városi Stadion, Kumasi  | előselejtező (első kör-, C. csoport) | Ghána–Burundi   | 1 – 0    | 31 711      |

#### Afrikai nemzetek kupája
Marokkó a 16., az 1988-as afrikai nemzetek kupáját, Algéria a 17., az 1990-es afrikai nemzetek kupáját, Szenegál a 18., az 1992-es afrikai nemzetek kupáját, valamint a Dél-afrikai Köztársaság a 20., az 1996-os afrikai nemzetek kupáját rendezte, ahol a CAF JB játékvezetőként foglalkoztatta.

##### 1988-as afrikai nemzetek kupája
| Időpont           | Helyszín                       | Mérkőzés típusa           | Mérkőzés        | Eredmény | Nézők száma |
| ----------------- | ------------------------------ | ------------------------- | --------------- | -------- | ----------- |
| 1988. március 16. | Mohamed V. Stadion, Casablanca | előselejtező (A. csoport) | Marokkó–Algéria | 1 – 0    | 78 000      |
| 1971. február 3.  | Mohamed V. Stadion, Casablanca | döntő                     | Kamerun–Nigéria | 1 – 0    | 50 000      |

##### 1990-es afrikai nemzetek kupája
| Időpont          | Helyszín                    | Mérkőzés típusa                           | Mérkőzés          | Eredmény |             |
| ---------------- | --------------------------- | ----------------------------------------- | ----------------- | -------- | ----------- |
| 1989. április 9. | Nemzeti Stadion, Bamako     | előselejtező (alapkör-, első mérkőzés)    | Mali–Marokkó      | 0 – 0    | Nézők száma |
| 1989. július 30. | Nemzeti Stadion, Libreville | előselejtező (alapkör-, második mérkőzés) | Gabon–Zambia      | 2 – 1    |             |
| 1990. március 5. | Július 5-e Stadion, Algír   | selejtező (A. csoport)                    | –Elefántcsontpart | 3 – 0    | 75 000      |

##### 1992-es afrikai nemzetek kupája
| Időpont          | Helyszín                       | Mérkőzés típusa   | Mérkőzés                                | Eredmény | Nézők száma |
| ---------------- | ------------------------------ | ----------------- | --------------------------------------- | -------- | ----------- |
| 1992. január 19. | Leopold Senghor Stadion, Dakar | egyik negyeddöntő | Nigéria–Kongói Demokratikus Köztársaság | 1 – 0    | 10 000      |

##### 1996-os afrikai nemzetek kupája
| Időpont             | Helyszín                   | Mérkőzés típusa           | Mérkőzés             | Eredmény |
| ------------------- | -------------------------- | ------------------------- | -------------------- | -------- |
| 1994. szeptember 4. | VárosiStadion, Ouagadougou | előselejtező (7. csoport) | Burkina Faso–Marokkó | 2 – 1    |

#### Nyugati afrikai nemzetekért kupa
| Időpont          | Helyszín                | Mérkőzés típusa   | Mérkőzés          | Eredmény |
| ---------------- | ----------------------- | ----------------- | ----------------- | -------- |
| 1987. március 1. | Conakry Stadion, Bamako | egyik negyeddöntő | Mali–Sierra Leone | 0 – 0    |
| 1987. március 3. | Conakry Stadion, Bamako | döntő             | Guinea–Mali       | 1 – 0    |

## Sportvezetőként
Aktív pályafutását befejezve a CAF JB és a FIFA JB ellenőre, instruktora.

## Szakmai sikerek
1995-ben a nemzetközi játékvezetés hírnevének erősítése, hazájában 10 éve a legmagasabb Ligában (osztályban) folyamatosan tevékenykedő, eredményes pályafutása elismeréseként, a FIFA JB felterjesztésére az 1965-ben alapított International Referee Special Award címmel és oklevéllel tüntette ki.